# Kleine wasmot
De kleine wasmot (Achroia grisella) is een vlinder uit de familie Pyralidae (snuitmotten).

## Beschrijving

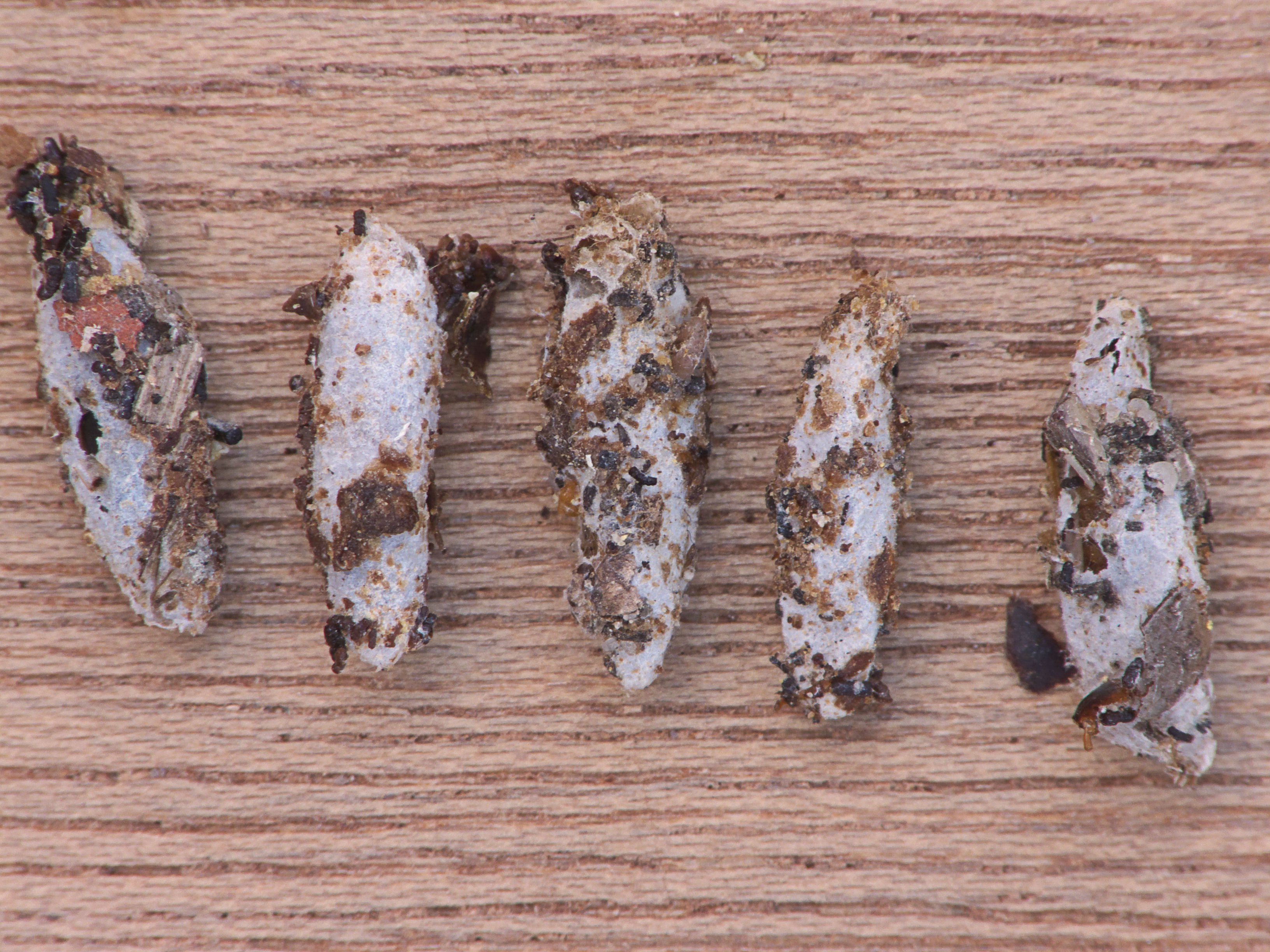
Cocons

De imago van de kleine wasmot is grijs zonder vleugeltekening. De soort is echter te herkennen aan de vorm en de gele kop. De spanwijdte van de vlinder bedraagt tussen de 16 en 24 millimeter.
Vijf tot acht dagen na de eiafzetting komen de rupsjes uit de eitjes. De tot 20 mm lange rups van de kleine wasmot leeft van bijenwas, en soms ook van gedroogd fruit en dode insecten. De rups is eerst wit, maar wordt na enkele vervellingen grijs.
De pop zit in een gesponnen, grijskleurige, 13-15 mm lange cocon.
De kleine wasmot kent een vrijwel wereldwijde verspreiding. In Nederland en België is het een vrij algemene soort in de buurt van bijenkasten. De soort kent één jaarlijkse generatie, soms een kleine tweede, en vliegt van mei tot in oktober.